# Edward C. Gillow
Edward C. Gillow est un acteur et producteur américain né le 16 avril 1948 à Détroit, Michigan (États-Unis).

## Filmographie

### comme acteur
- 2001 : Jurassic Park 3 : University Professor at Symposium
- 2001 : Ali : Foreman-Frazier Fight Judge
- 2002 : S1m0ne : Reporter
- 2003 : Attack of the Virgin Mummies (vidéo)
- 2003 : What Should You Do? (série TV) : Jimmy Gautreax
- 2004 : In the Back of My Mind : Paul
- 2006 : Green Season : Older John

### comme producteur
- 2004 : Blonde